# Soto y Amío
Soto y Amío è un comune spagnolo di 1 083 abitanti situato nella comunità autonoma di Castiglia e León.